# Calle de Luis Cabrera
La calle de Luis Cabrera es una vía pública de la ciudad española de Madrid, situada en el barrio de Prosperidad, distrito de Chamartín.

## Descripción
La vía nace de la calle de Francisco Giralte cerca de la del Príncipe de Vergara y discurre hasta llegar a la de Santa Hortensia, donde conecta con la de Baeza. Honra con el título al historiador matritense Luis Cabrera de Córdoba (1559-1623). Aparece descrita en Las calles de Madrid (1889) de Hilario Peñasco de la Puente y Carlos Cambronero con las siguientes palabras:

Luis Cabrera. Se encuentra esta calle en el ensanche del distrito de Buenavista. Es de apertura moderna. Luis Cabrera de Córdova nació en Madrid en 1559. Sábese que sirvió en la Casa Real con el cargo de grefier; pero se ignoran pormenores de su vida y la fecha de su fallecimiento. Tienen gran importancia su Historia de Felipe II y sus Relaciones de cosas sucedidas en España desde 1599 hasta 1614.
(Peñasco de la Puente y Cambronero, 1889, p. 305)